# Instituto de Química de São Carlos da Universidade de São Paulo
O Instituto de Química de São Carlos da Universidade de São Paulo (IQSC) é uma unidade da Universidade de São Paulo, localizada no campus de São Carlos.

## História
A Escola de Engenharia de São Carlos (EESC) foi fundada em 1953, possuindo um Departamento de Física. Em 1971, com o advento da reforma universitária, desdobrou-se o Instituto de Física e Química de São Carlos (IFQSC). O Instituto de Química de São Carlos (IQSC) foi criado em 1994, com a separação do antigo IFQSC. Desta forma, surgiu também o IFSC - Instituto de Física de São Carlos.
A instituição é um dos membros da Fundação de Apoio à Física e à Química (FAFQ).

## Cursos
A faculdade mantém os cursos de Bacharelado em Química e Licenciatura em Ciências Exatas.
O IQSC é formado pelo Departamento de Físico-Química (DFQ) com os seguintes grupos de pesquisa: biofísica, bioquímica, cristalografia, cromotografia, física molecular, química analítica e tecnologia de polímeros, química inorgânica e analítica, química quântica, radioquímica e química ambiental e pelo Departamento de Física e Química Molecular (DQFM) com foco nas áreas de eletroquímica, fotoquímica, físico-química Orgânica e materiais eletroquímicos e métodos eletroanalíticos.

## Pesquisa
O Instituto de Química de São Carlos (IQSC) é a instituição-sede  para concessão na região de bolsas de estudo no Brasil e no exterior e recursos para o desenvolvimento de pesquisa apoiadas pela Fundação de Amparo à Pesquisa do Estado de São Paulo (FAPESP). Até o início de 2021 já tinham sido realizados e publicados 553 trabalhos científicos, e outros 30 estavam em andamento. Foram concedidas até o mesmo período 883 bolsas no Brasil e outras 109 em outros países. 
Pesquisadores do Instituto em parceria com a Biolinker desenvolveram um teste rápido e de baixo custo para a identificação de pacientes com Covid-19. O método utiliza uma gota de sangue do paciente, o agente do teste é produzido por nanopartículas de ouro e pedaço da proteína spike do SARS-CoV-2, a tecnologia é conhecida como DNA recombinante.